# 2021年缅甸反军事政变示威
2021年缅甸反政变示威是缅甸民众為反对以总司令敏昂莱為首的缅甸国防军于2021年2月1日發動發動军事政变夺权，而於翌日發起的示威行動，具體方式包括公民抗命、罢工、抵制军队、敲锅打铁、繫红丝带、公開集会，要求軍方承认2020年缅甸议会选举结果。

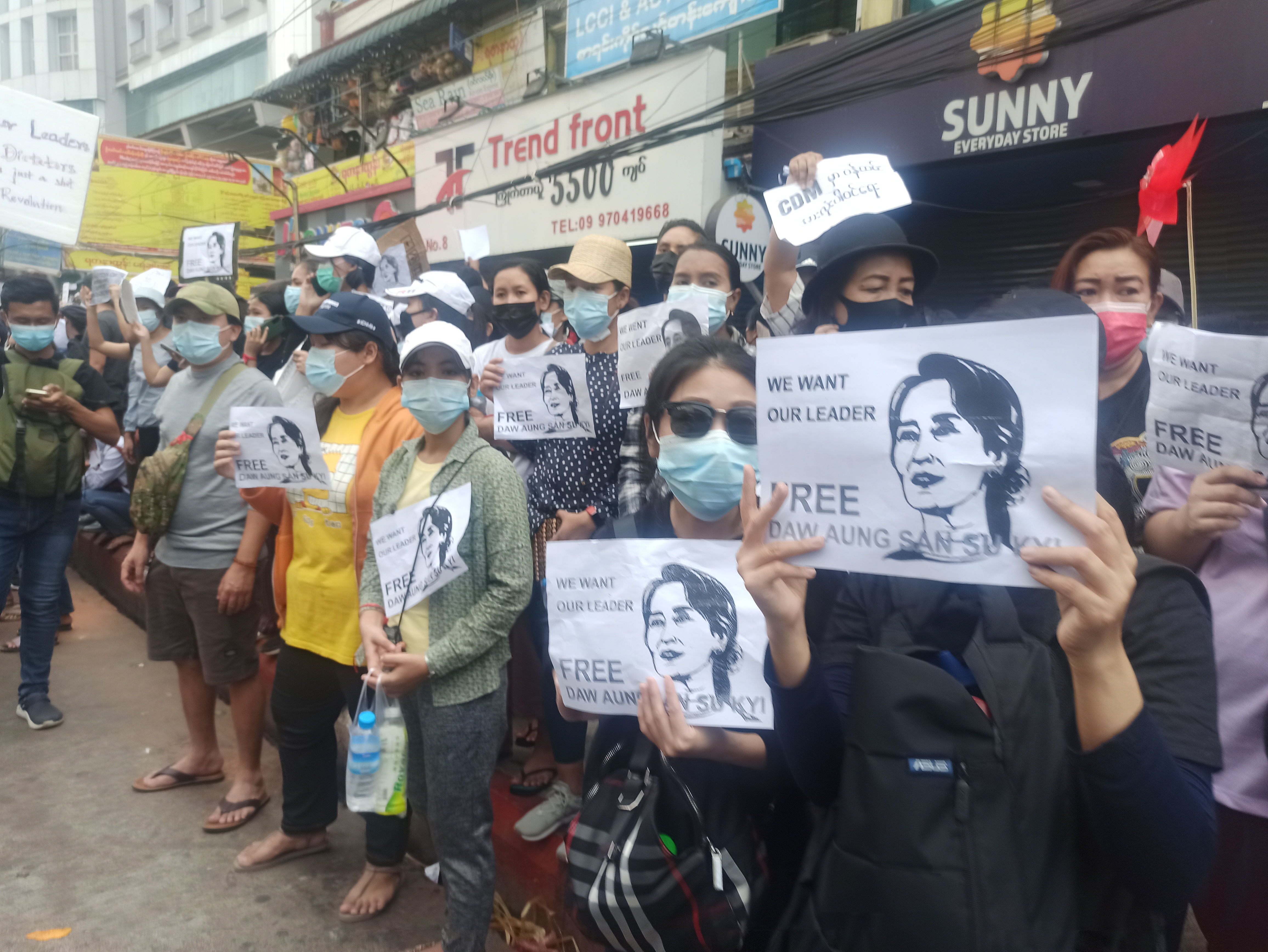
仰光示威者举着写有“释放昂山素季”的标语，2021年2月8日。

示威者初期多穿上红色的衣服，表达对以红色为代表的全民聯之支持，而上世紀軍事獨裁年代的8888民主運動示威主題曲《世界还没有结束》（ကမ္ဘာမကျေဘူး）重新被廣泛传唱。许多示威者效仿香港反修例示威中「上善若水」的游擊式示威戰術，亦引進了2020－2021年泰國示威中象徵反抗的三指禮，更有示威者在網絡世界中加入著名的東亞地區網上民主運動奶茶聯盟。
针对日益发酵的抗议活动，军政府以強硬手段鐵腕鎮壓回應，包括中断国内的媒体及互聯網、大規模濫捕示威者、散播假新闻、引誘全民聯加入新组建的临时政府机关缅甸国家管理委员会、对被罢免的全民聯部长提起腐败指控、亦有媒体报道指动员亲军方示威者发动假旗行动嫁祸示威者，乃至暴力镇压示威，甚至血腥屠殺包括兒童在內的無辜民眾。
由於軍方的持續鎮壓，有部分示威者在在緬甸農村地區組成部隊，與軍政府作武裝抵抗，最終引發新一輪的內戰。緬甸政治犯援助協會（AAPP）表示，自政變以來已有15691人被拘捕，同時估計有2327人已被軍方殺害（截至2022年10月1日）。

## 背景
2021年缅甸政变于2021年2月1日上午开始，缅甸国防军废黜执政党全国民主联盟的民选议员，成立缅甸国家管理委员会主导的军政府。其后，国防军宣布全国进入为期一年的紧急状态，缅甸国防军总司令敏昂莱为实质领导人。政变翌日是2020年缅甸议会选举中胜选的联邦议会议员宣誓就任的日子。缅甸总统温敏及国务资政昂山素季遭军政府拘禁，一同被捕的还有内阁成员及议员。美国正式确认军方发动政变，表示会对策划政变的将军实施进一步制裁。

## 抗争形式

### 罢工

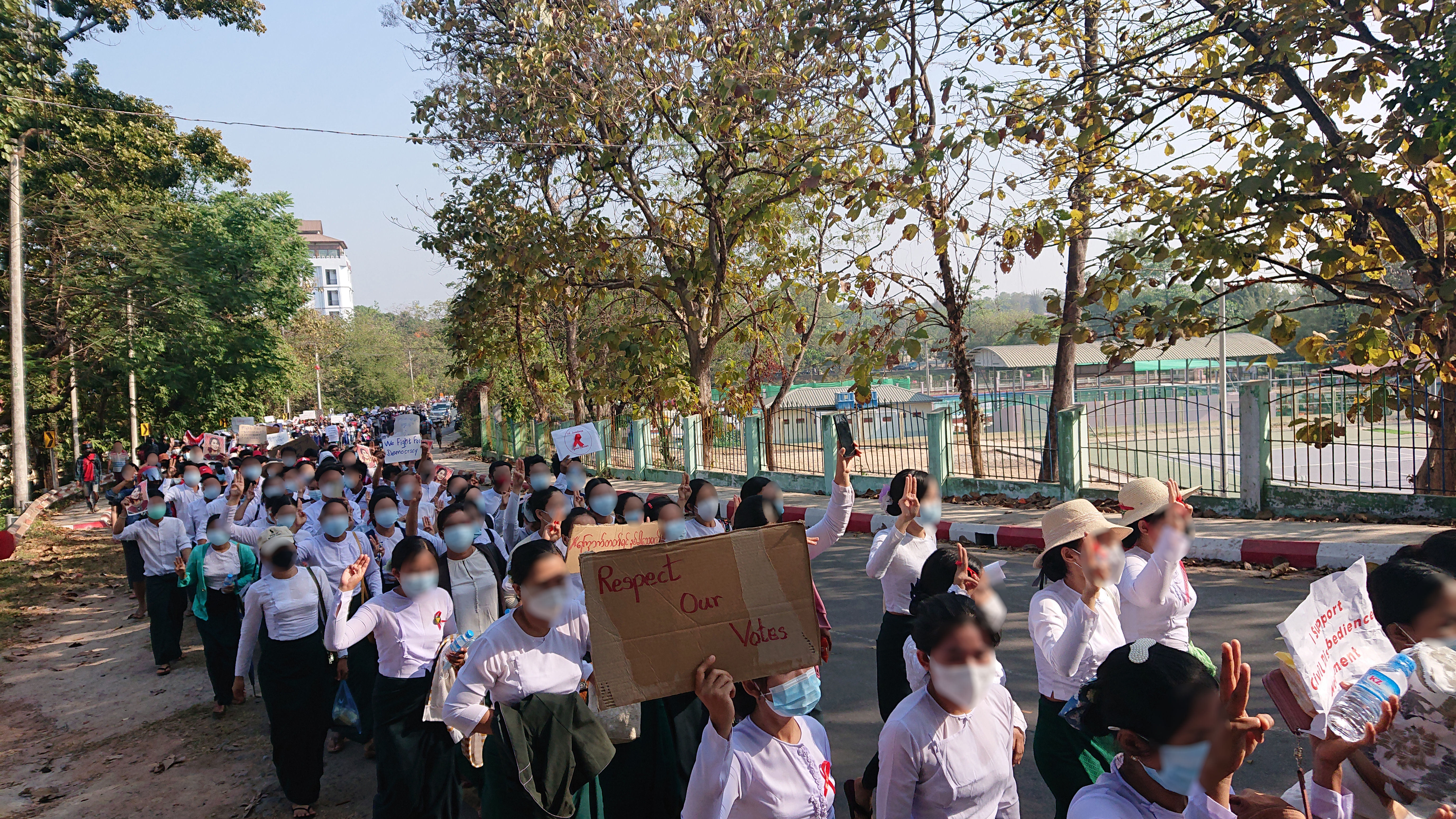
2021年2月9日，帕安一群身穿制服的学校教师游行抗议

2021年2月2日，包括首都内比都在内的缅甸全国的医护工作者及公务员发动公民抗命运动，反对政变。Facebook页面“公民抗命运动”自2021年2月2日建立以来，吸引逾23万人关注。8888民主运动领导人敏哥奈恳请民众对军政府采取“不认可、不参与”的态度。
自2021年2月3日起，各地公立医院及研究院的医护工作者发动罢工。截至当天，全国有110多家医院及医疗机构参与罢工，曼德勒市发展委员会13名委员中有6名辞任，抗议政变。参与抗议的人士遭到上级恐吓威胁。到2月9日，缅甸暂停2019冠状病毒病疫苗接种工作，全国大部分医院停摆。
其他行业迅速响应。有10万名会员的缅甸教师联盟会等七大教师组织承诺加入罢工行列；昂山素季曾领导的缅甸外交部有职员加入抗议。2月4日，内比都有农业、畜牧和灌溉部公务员组织示威。2月5日，莱比塘铜矿的300名矿工参与罢工，矿工西图（Sithu Tun）表示民选领导人一日不重返岗位，罢工一日不结束。
2021年2月5日，79座城镇的91家公立医院、18所大学和12个政府部门的医护人员、教职员学生和公务员参与罢工。仰光大学心理系教授南瓦表示：“我们教学生学会质疑，理解正义的含义，所以我们不接受这种不公正的作为。我们的立场无关政治，只为支持正义”。臘戍总医院外科医生林恩·莱蒂亚（Lynn Letyar）表示，大多数医生和护士自2月3日起就参与抗议。缅甸国家航空的职员加入公民抗命运动。
2月8日，国营报纸《缅甸镜报》和《缅甸新光》宣布暂停出刊。2月8日，KBZ银行表示旗下员工参与公民抗命运动，导致人手缺乏，宣布临时关闭旗下分行，其他银行也面临人手不足的情况。2月9日，缅甸中央银行的职员参加运动。
2月9日，缅甸健康体育部在国营媒体《缅甸新光报》呼吁医护人员返回岗位。2月10日，缅甸最大的工会缅甸工会联合会宣布起诉报复参与罢工行动员工的人士。2月11日，敏昂莱将军敦促公务员放下私情返回岗位。2月16日，信息部发言人警告参与行动的公务员，称政府没有足够耐心等待他们返岗。缅甸移动通信产业协会、缅甸化妆品协会等产业说客团体在政变后暂停与政府机关合作。

### 政府官员倒戈支持示威活动
2月28日，缅甸总检察长办公室副常任秘书长桑德（Thant Sin）宣布辞职，以抗议军方夺取政权，并投身参与示威活动，是至今倒戈支持示威活动的政府官员之中最高级的公职人员。他在社交媒体页面上写道，他将自己的职位贡献给反对2月1日推翻民选政府的民众，敦促其他人以任何可能的方式参加抵抗运动。
3月2日，克伦民族联盟宣布来自土瓦的缅甸军步兵营402和403的十二名士兵已经叛逃至该联盟，并在声明中举起「三指礼」以支持反政变示威者。克伦民族联盟发言人声明表示：「我们已经正式宣布，克伦民族联盟不仅支持抗议军事政权的示威群众，而且还支持参与公民抗命运动的公务员。」
3月3日，曼德勒两名高级警察宣布辞职，并加入反对军事统治的公民抗命运动。他们的理由是不想再为非法夺取政权的独裁者服务，并希望与人民站在一起，铲除独裁政权。前国会议员Khun Kyaw Oo评论，政府官员作出与人民一同抗衡军政府的选择永远不会太晚，并欢迎其他没有公开露面参与抗议活动的警察。

### 抵制军方運動
2021年2月3日，缅甸国内启动“不买军政府产品”的抵制活动，呼吁民众抵制与军方关系密切的产品及服务。军方有份投资的公司受到影响，包括缅甸国家通讯商缅甸电信、缅甸啤酒、曼德勒啤酒、大袞啤酒及多个咖啡和茶品牌，还有公交公司。敏昂莱女儿成立的电影公司第七感创意也被抵制。
为响应抵制浪潮，實皆省71名缅甸电信工程师宣布辞职。部分零售商开始下架缅甸啤酒。
2月5日，麒麟控股停止与军方持有的缅甸经济控股有限公司合作合资企业的股份。这家名为缅甸啤酒厂的合资企业，生产多个啤酒品牌，占全国80%的市场份额，包括缅甸啤酒。麒麟持有的股份估值达17亿美元。2月8日，雷蛇公司联合创办人Lim Kaling宣布出售他与新加坡一家烟草公司合资成立企业的股份。这架烟草公司持有维珍尼亚烟草49%的股份，而维珍尼亚烟草是缅甸当地的烟草公司，缅甸经济控股有限公司为大股东。该公司持有两大热销本土烟草品牌红宝石（Red Ruby）和高级金（Premium Gold）。
緬甸的Win Htet Oo原預定跟缅甸代表团參加2020東京奧運的游泳比賽，但受到軍政府政變影響，緬甸奧委會也被軍政府所控制，2021年3月，他向國際奧委會請願，請求國際奧委會能否決緬甸奧委會合法性，並讓緬甸運動員以個人身分參賽，但被拒絕，後來，Win Htet Oo就放棄參賽。

### 敲锅打铁抗议
自政变以来，仰光等大城市的居民每晚同一时间敲打家中的锅碗瓢盆，象征驱散邪气，表达对政变的抗议。2月5日，曼德勒有30人因敲打锅碗瓢盆和厨具，依照《警察法》第47条被起诉。

### 公共抗议

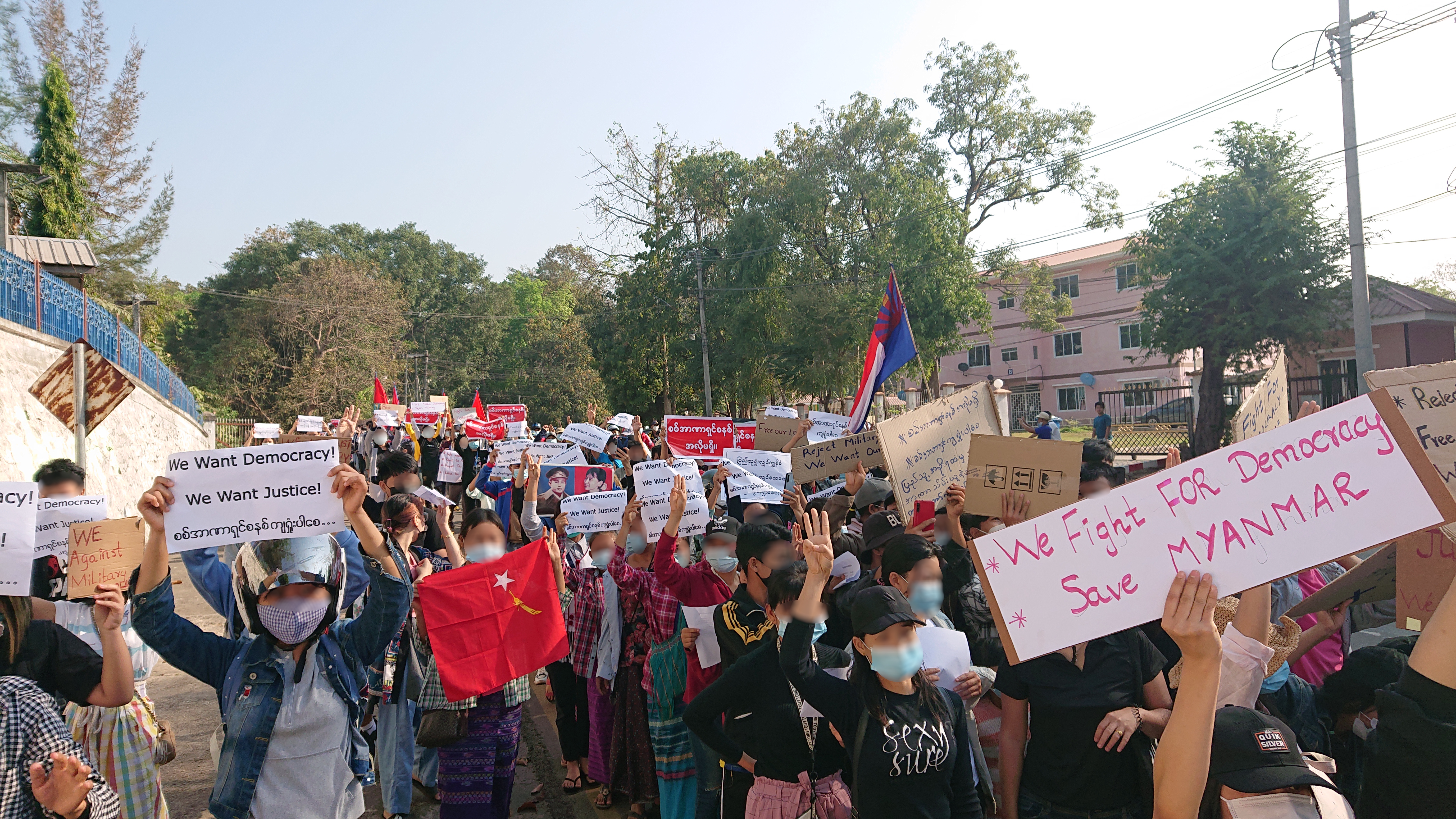
2021年2月9日，帕安民众抗议军政府

2021年2月2日晚8点，部分仰光民众举行长达15分钟的小型抗议集会，呼吁推翻军政府独裁统治，释放昂山素季。2月4日，30名网民在曼德勒医药大学门前集会，4人被捕。

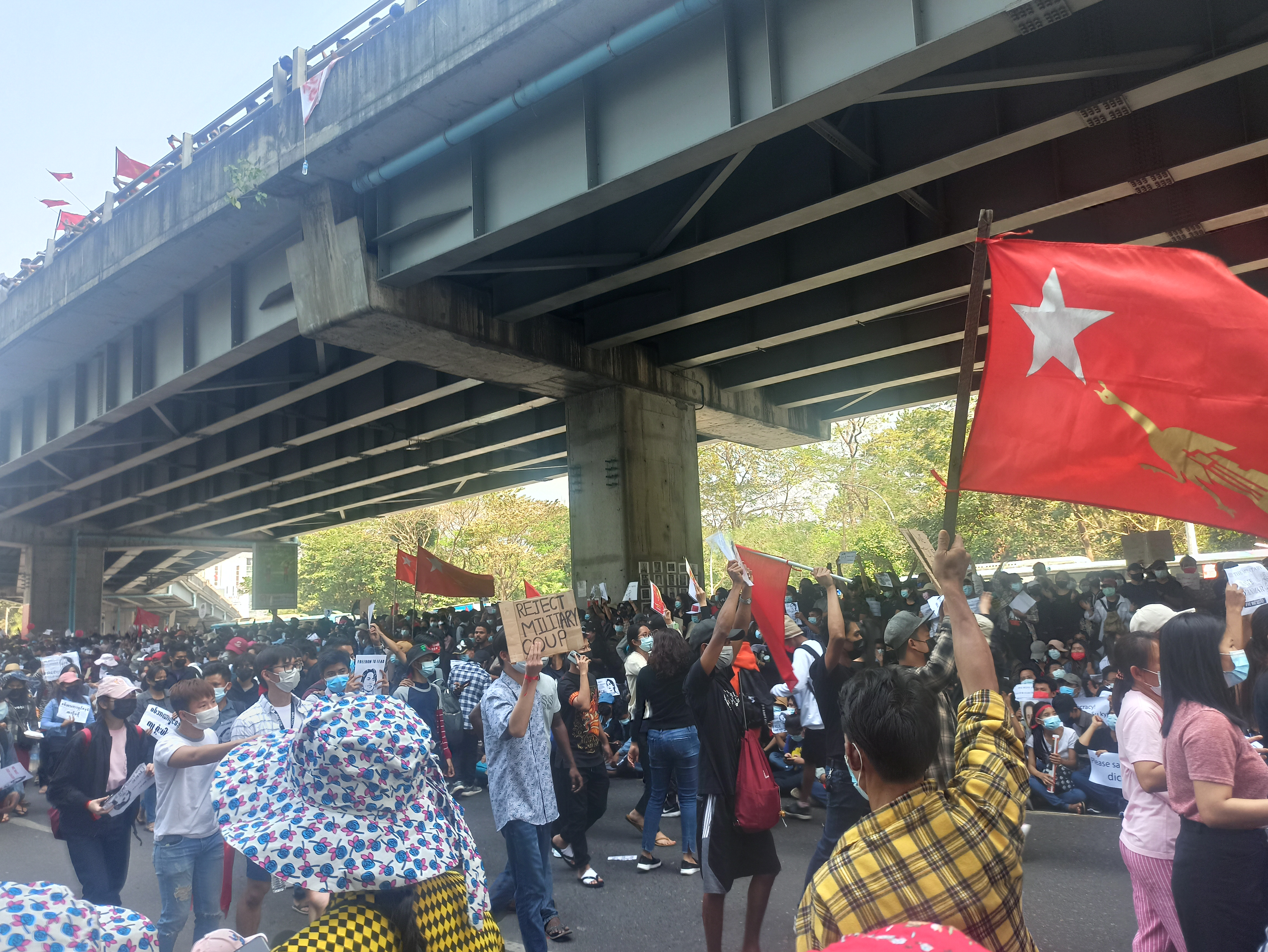
一名示威者在仰光赫莱丹十字路口挥舞全国民主联盟旗帜

2月6日，缅甸爆发第一次大规模抗议。2万名示威者赞领仰光街头，高喊口号“军方独裁者，下台！下台！”、“民主，必胜！必胜！”。路过司机鸣响喇叭表示支持。警方在永盛路与赫莱丹路交界处堵截示威者，阻止队伍移动。14家工会的会员参与抗议。示威者尝试在主流媒体实时直播抗议活动，但受政府互联网限制影响，观点人数到当地时间下午2点下跌16%。警方出动水炮车，架设路障。当日下午，示威活动蔓延至曼德勒和内比都，其中曼德勒的活动于下午1点开始，示威者骑摩托车游行抗议，直至当晚6点被警方镇压
2月7日，各地的抗议活动规模有所扩大，范围亦进一步扩大。仰光市区的示威规模最大，至少15万人参加。示威者要求立即释放昂山素季和温敏，高喊“我们的事业”（ဒို့အရေး），要求独裁者下台。内比都、曼德勒、蒲甘、帕敢、腊戍、抹谷、彬乌伦、东枝等上缅甸地区，与毛淡棉、土瓦、勃生、渺弥亚和苗瓦迪等下缅甸地区也有民众抗议。

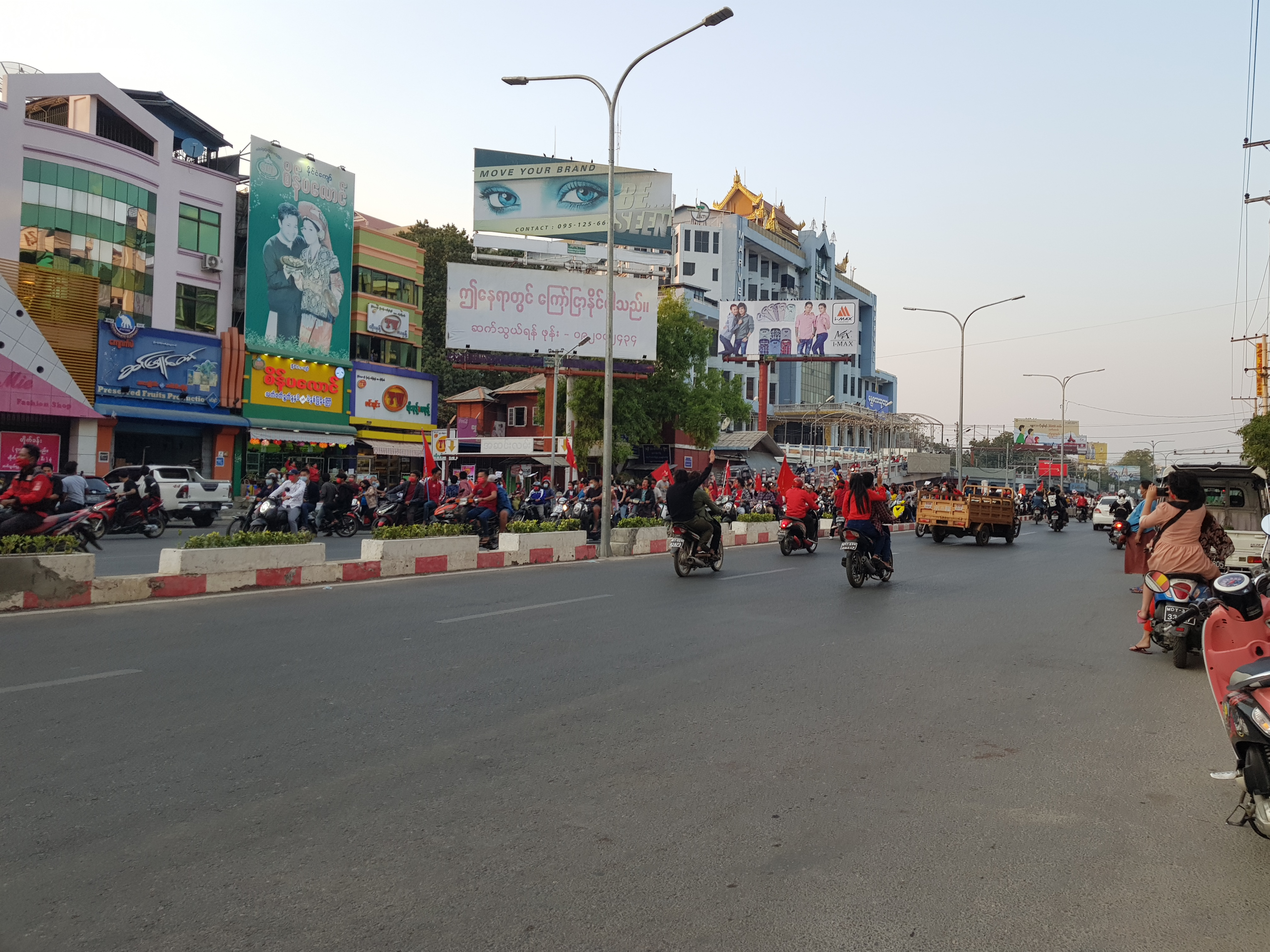
曼德勒中央车站附近的第78路有示威者骑摩托车抗议

2月8日，抗议活动持续延烧。首都内比都的防暴警察出动水炮清场，是抗议活动以来警方首次使用水炮。虽然面临公众压力下，国营的缅甸广播电视台仍警告民众抗议活动属非法行动，有可能面临镇压。报道称示威者“无法无天”，政府会采取“法律行动打击危害国家稳定、公共安全和法治的行为”。当晚，仰光和曼德勒等主要城镇实施戒严及宵禁，有效禁止5人以上的集会。
2月9日，示威者无视戒严令，继续组织大规模集会。警方发射实弹及橡胶子弹，出动水炮驱散人群。联合国驻缅甸代表处发布声明，谴责军方暴力对付示威者。
内比都和马圭等城市有警察转投亲民主阵营。2月9日，内比都警察坤昂古古扔掉警衔，加入示威队伍，成为首位转投民主阵营的当班警察。其他已提出辞职的官员不得离开警察局。2月10日，克耶邦一警察部队哗变，谴责政变。
2月12日，缅甸统一日，军政府加紧镇压，在毛淡棉发射实弹并逮捕多人，行动演变成流血冲突。
2月14日，数百人在密支那一座军方占领的发电厂示威。防暴警察和士兵出动水炮，开枪驱散人群。2月15日，曼德勒的士兵和警方向缅甸经济银行门前示威者的民众发射钢球和弹弓，至少3人受伤。
2月15日，敏巫10万名印度教徒，穆斯林，油田工人和公务员组成的示威团体举行集会，反对政变行动，要求释放民选政治人物。
2月19日，緬甸出現首位死亡的抗議者，該抗議者於2月9日在内比都的一场抗议活动中遭到枪击，在送醫搶救10天後傷重不治。
2月20日，曼德勒有示威者和警方爆发冲突，警方发射实弹，造成2人死亡，40人受伤。
2月20日和2月21日，有示威者在位于美國华盛顿哥伦比亚特区的中華人民共和國大使館和該國位於加州的駐洛杉磯總領事館门外抗议中華人民共和国政府支持缅甸军事政变。2月21日，在曼德勒发生的反对军方抗议示威游行中，又有2人遭枪击身亡。
2月22日，缅甸爆发至今为止规模最大的抗议活动，网民在网上传播现场图片，称之为“22222起义”。
2月28日，緬甸軍方在多个城市向示威者开枪，造成至少18人死亡。其中一名示威者在仰光赫勒丹（Hledan）路口被警察以实弹击中后被其他示威者抬走送去医院的视频在网路社群上流传引起热议。当地的民众自发到出事的地点献花哀悼后，有人从高处拍到军警人员在哀悼处撒尿。
尽管军方在3月2日下令安全部队在应对示威者时不要使用实弹，但是在3月3日，缅甸爆发示威以来“最血腥的一天”，缅甸在对全国示威活动的镇压中，有38名群眾死亡（內部消息指52名群众死亡）。当日，部分军警更直接从救护站中拖出志愿医护人员进行爆打，甚至还向医护人员的救护车窗户开枪。军警也突袭一个免费提供殡仪服务的协会办公室，并没收该协会的计算机和电话和摧毁财产。
3月4日，缅甸数以万计的示威者继续在各地进行堵塞交通行动，军警对此发射催泪瓦斯和眩晕手榴弹阻止示威者前进。但是当士兵和警察离开这些地区之后，当地再次出现抗议活动。在某些地方，人们也默哀一分钟，向被警察和士兵杀害的人士致敬。缅甸示威者呼吁联合国援引国家保护责任条例阻止缅甸暴行的呼声也日益高涨，其中一个要求联合国采取行动的流行口号是「还需要多少尸体」。
3月27日緬甸軍人节，缅甸军方在多个城市向示威者开枪打死了114人，其中包括儿童，为发动军事政变以来，镇压民主抗议者的最血腥的一天。欧盟驻缅甸代表团将该日形容为「恐怖和耻辱之日」。美国、英国、德国、日本、韩国等12个国家的最高军事长官联名谴责。

### 认可大选结果
2020年11月在议会选举中当选的代表不认可政变合法性。2月4日，全国民主联盟的70名当选议员在内比都宣誓就职，展开五年任期。翌日，300名当选议员组成缅甸联邦议会代表委员会，处理议会事项。委员会在Zoom召开首场会议。
2月6日，撣族民主聯盟、新社会民主党、克伦民族党和钦族民族党拒绝加入军方组建的国家管理委员会。克伦尼民族进步党公开谴责军方政变影响应对2019冠状病毒病及和谈工作，呼吁全国民主联盟和武装部队妥协，解决政治僵局。
2月7日，议会委员会谴责军事政变是“刑事行为”，敏昂莱的军事内阁是非法政权。委员会引用《缅甸刑法》第6章，指军方违法推翻文官政府。委员会建议联合国外交官及国际社会联络他们，讨论政府事务。
2月14日，克伦民族联盟发表声明，声援抗议民众，将军方夺权定性为军事独裁手段，与民族和解的愿景背道而驰。
2月15日，由掸族武装团体、掸邦重建委员会、北掸邦军、撣族民主聯盟、撣族民主黨及辛考民兵结成的掸邦统一委员会支持示威行动，呼吁废除2008年宪法，恢复文官政府。

### 红丝带行动
2月3日，缅甸医护工作者发起红丝带（ဖဲကြိုးနီလှုပ်ရှားမှု）运动，以全国民主联盟的象征色红色，表达对他们支持。缅甸著名歌手、医学院毕业生倪妮钦祖公开为行动代言。工会部门的公务员及员工也参与行动。2月5日，无法参与罢工的莱比塘铜矿工人加入红丝带行动。2月6日，塔克塔工业区的服装厂工人加入。

### 社交媒体

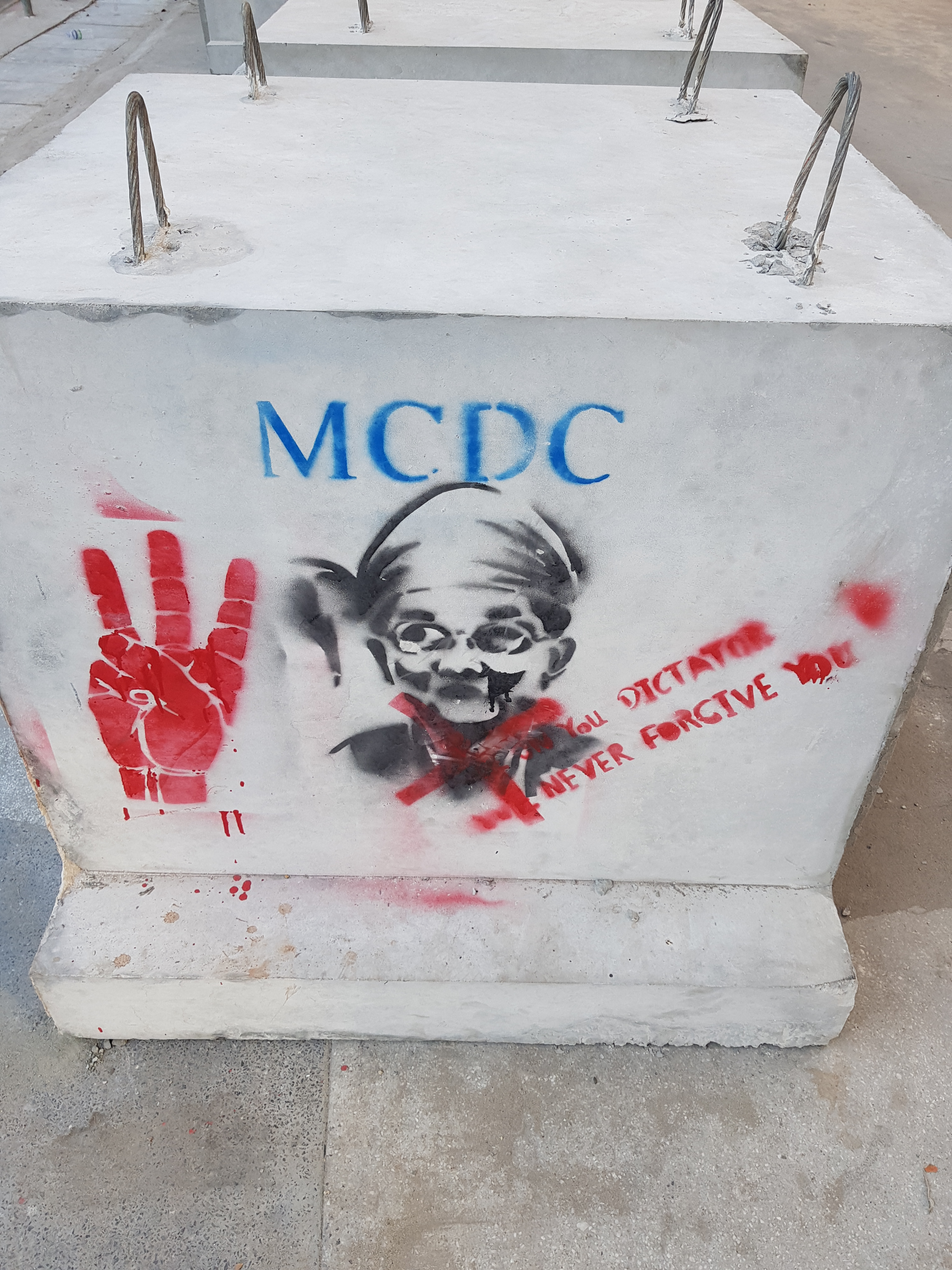
曼德勒街头抗议敏昂莱的抗议艺术品

缅甸模特儿帕他空、演员Daung在社交媒体发表三指手势，支持公民抗命。缅甸网民发起#SayNototheCoup（拒绝政变）、#RespectOurVotes（尊重我们的选票）、#HearTheVoiceofMyanmar（听听缅甸人的声音）、#SaveMyanmar（救救缅甸）、#CivilDisobedience（公民抗命）等网络话题，其中救救缅甸在政变隔日获得32.5万名Facebook用户使用。部分社交媒体用户将头像改为黑色或红色，或换上昂山素季的肖像。2月7日，缅甸前军事独裁者丹瑞的女婿内相孟在Facebook发帖，支持抗议。有网民嘲笑敏昂莱的矮个子，此外網民還在網路上騷擾軍人的親戚和支持者，洩露軍人親屬的個資。

### 堵塞交通行动
2月17日，仰光市区街头出现多辆抛锚的车辆，用以阻挡政府安全部门和警方穿过车流，並阻止公务员上班。类似的示威活动于翌日继续上演，部分车辆慢行堵塞交通。

### 焚燒中國工廠
3月14日，因抗議中華人民共和國政府不同意譴責緬甸軍政府的政變行為，位於仰光萊達雅區的两家中资服装厂遭縱火，隨後缅甸军方杀死22名示威者。在缅甸其他地区，有16名抗议者以及1名警察被杀。缅甸华商也公布十几间被遭縱火破坏中资工厂名单。當天緬甸全國共有39人死亡，晚间，缅甸国家管理委员会宣布仰光部分地区实施军事管制。截至15日中午，32家中资工厂受损，两名中国员工受伤，财产损失约2.4亿人民币。緬甸台商製鞋廠昌億鞋業也受到波及，但無人受傷。

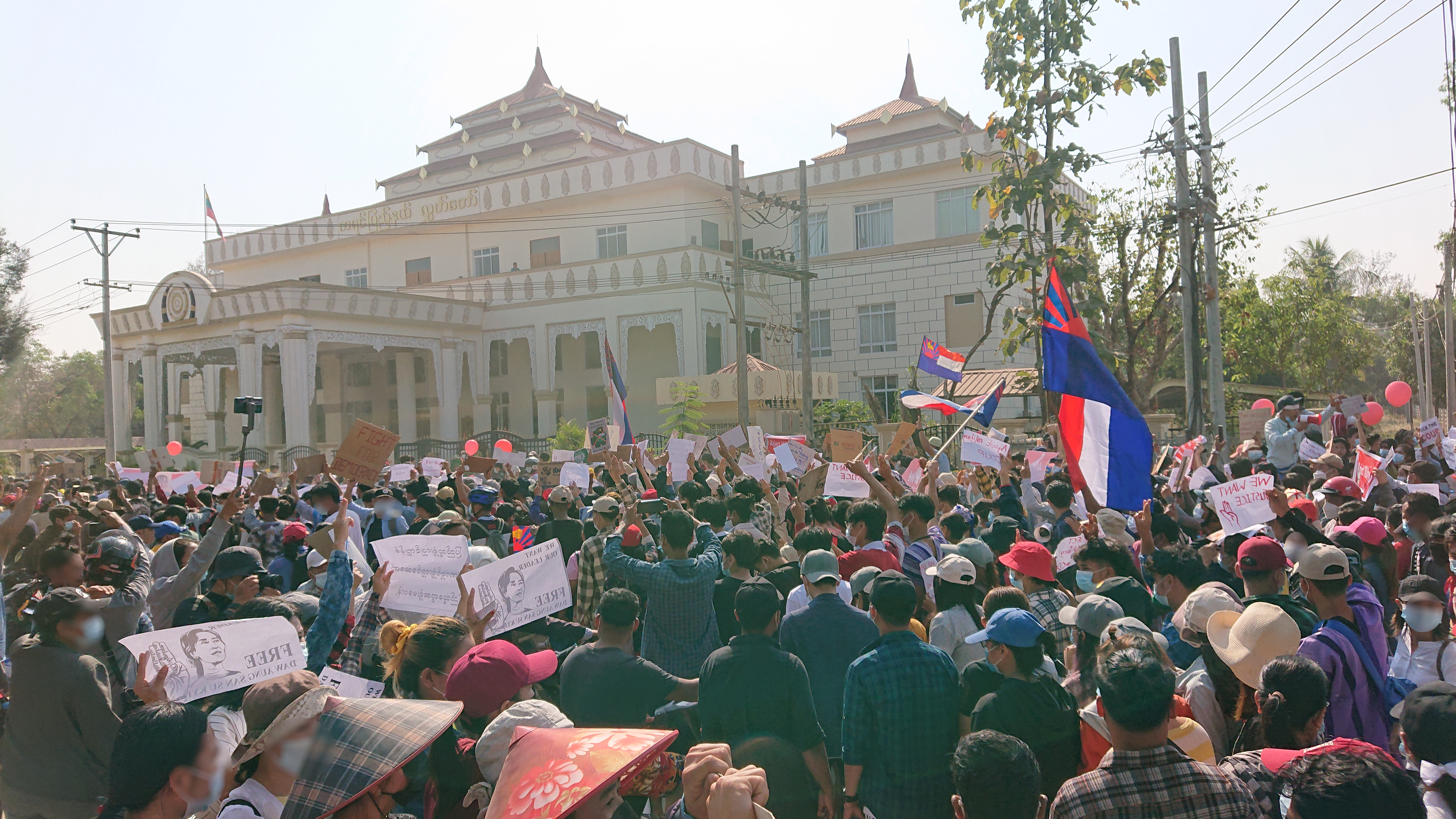
2021年2月9日，克倫邦帕安县克伦邦立法会外聚集的抗议民众

### 引發內戰疑慮
3月29日，傳出至少有10個緬甸境內民兵組織揚言，為了保護緬甸人民，他們將不惜與軍隊一戰。同日，缅甸联邦议会代表委员会臨時議長兼代理副總統曼溫凱丹呼籲緬甸國内各方盡快組建聯邦軍隊，結束軍事獨裁統治。此舉撣邦重建委員會在内的多個少數民族武裝組織的響應。

### 复活节抗议
4月4日复活节当天，民众手持写有“春季革命”、“我们必须胜利”、“敏昂莱滚蛋”等标语的复活节彩蛋走上街头，而其它彩蛋上也出现昂山素季的图像和代表着反抗极权统治和独裁统治的三指礼的图像。不少年轻人在仰光分发这些彩蛋。缅甸红衣主教在推特回应表示：“耶稣已经复活：哈利路亚——缅甸将再次崛起！”

### 成立反抗軍
支持昂山素姬的「民族團結政府」在2021年5月5日宣佈成立「人民國防軍」，目的是保護支持者免受軍政府鎮壓，及改革安全部門，終止長達70年的緬甸內戰。
2021年12月6日，沉寂多年的緬甸共產黨在《晨星报》宣布重新开展武装斗争，向军政府当局宣战。

### 襲擊
2021年4月29日，缅甸的两个空军基地遭到袭击。
2021年6月18日15时20分，缅甸仰光达梅镇区联邦巩固与发展党党部附近发生多次爆炸，事故导致多輛車輛損毀，至少1人身亡、多人受伤。

## 军政府鎮壓

### 中断互联网
2月4日，缅甸各大电信运营商封锁Facebook，确保“国家稳定”。网站于2月7日解封。国营的缅甸邮电还封锁了Facebook Messenger、Instagram和WhatsApp，而缅甸电信仅封锁Facebook。Facebook是缅甸过半人口使用的社交媒体平台，在抗议期间一直被用来组织罢工及抵制活动。Facebook被封后，缅甸用户开始转移到Twitter。次日，政府将禁令扩大到Instagram和Twitter。2月6日早上，军方下令中断全国互联网。同日，Facebook敦促当局解封社交媒体平台。次日互联网访问部分恢复，但社交媒体平台仍在封锁中。2月14日，缅甸电信宣布不再公开警方发出的封网指示。2月15日凌晨1点至9点，军方再度中断全国的互联网，2月16日恢复。2月19日，据网络监察组织NetBlocks确认，缅甸当局封锁了维基百科全部版本。4月1日，缅甸多家无线宽带运营商向用户发出通知表示，将于4月2日开始停止移动宽带上网服务。这也是缅甸继3月15日中断移动网络通信之后，进一步扩大断网范围。据悉，此次扩大的范围，主要是从之前的仅限制蜂窝移动数据，到进一步限制整个宽带网络，包括住宅与公司网络，只保留部分光纤（大使馆，少数公司才会有光纤）。此外，国际漫游也被切断，即很多人用外国手机卡开漫游也也无法继续上网了。
据英国一家数字隐私及安全研究团体的统计，军方中断互联网服务后，虛擬私人網路（VPN）服务的需求暴涨7000%以上；最为流行的VPN工具是赛风，自2月4日以来，该服务的日使用用户数从5000人，暴涨至160万人，平均每天有1400万次连接。3月15日之后，缅甸军方每日向电信提供商发布命令，将隔日封锁升级为全国范围的24小时禁止互联网以及关闭使用VPN用户的服务。

### 拟议网络安全法
2月9日，一份36页的网络安全法草案在各通讯运营商间传播。草案要求网络运营商负责屏蔽或删除“引起仇恨、破坏团结与安宁”的内容。150个公务员组织联盟公开谴责该法案，指法案侵犯言论自由、数据保护、隐私等基本人权，以及数字空间的其他民主准则，赋予当局封禁不利内容、限制网络运营商、拦截数据的权利。
2月11日，数百名示威者在仰光的中国大使馆门前集会。此前有传闻称中国最近派出航班，向缅甸提供用于网络封锁的通信设备和IT专家。缅甸中国企业商会发表说明，称最近两国的货运航班只运送海鲜，澄清有关传闻。

### 封锁媒体
2月1日政变以来，当局封锁主流新闻频道，包括缅甸民主之声、Mizzima TV等免费播出的频道，以及有线电视新闻网、日本放送协会和英国广播公司等境外新闻频道。2月7日，当局封锁《纽约时报》、《华尔街日报》和《经济学人》，以及美联社和路透社两大通讯社。缅甸新闻评议会的代表担心新闻自由、公众获取信息的权利及缅甸新生新闻机构的未来受到挑战。
3月9日，当局吊销Mizzima新闻社、缅甸民主之声、希特媒体（Khit Thit Media）、今日缅甸和七日新闻五家独立媒体的执照，其中今日缅甸遭警方突击搜查，服务器及电脑等设备被收缴。
5月4日，军政府以为维护国家安全为由，在全国范围内禁止安装卫星电视接收器。

### 逮捕行动
执法部门迅速行动镇压反对派。截至2021年6月18日，已有4983人被捕。军政府对被拘留者启动刑事程序。2月3日，一名佛教僧侣因违反《通讯法》第66条d款诽谤军方，被判2年有期徒刑。2月4日，三名大学生被控在曼德勒参与示威活动，违反《和平集会与游行法》第19条。2月5日，民主统一民族联盟主席坤特被判2年有期徒刑，理由是在克伦邦帕安镇组织抗议活动，违反《刑法》第505条b款。帕安学校校长赵玉孟因参与校内的红丝带活动，违反《刑法》第505条b款，被判2年有期徒刑。全国民主联盟领导温特因违反《煽动叛乱法》第124条a款被控。
2月6日，澳大利亚麥覺理大學教授、前文官政府经济政策顾问肖恩·特内尔（Sean Turnell）被捕，是首位被捕的外国人。
2月8日，官方再度逮捕克伦邦首席部长南金惠敏和实皆省首席部长敏南。南金惠敏曾在网上发表言论，敦促军方和人民团结，表示军方受国家税收及财政资助，而敏南则发表演说，呼吁民众继续抗争。
2月9日，曼德勒至少100名示威者被捕，其中包括副市长叶伊。
2月13日，当局依照《刑法》第505条b款对七名知名人士发出大批逮捕令。2月17日再逮捕七人，共有495人被捕。
3月7日，缅甸警方占领医院和大学，并逮捕数百名抗議者。
3月10日，缅甸安全部队突袭反对军政府的罢工铁路工人的宿舍。
3月末至4月初，军政府对近40名缅甸网红、歌手、模特儿、记者下达通缉令。其中一名被通缉的博客塞林昂温在接受路透社的采访时回应：“我根本没有干任何坏事，我只不过是站在真理的那一边说话。如果这样就受到惩罚，我问心无愧。我的信念是不会变的，大家都知道事情的真相。”

### 拘捕及殴打新闻记者
2021年2月28日，缅甸军警对全国范围进行镇压和大拘捕的行动中，至少六名记者被拘捕。 其中一名23岁的自由摄影记者Shin Moe Myint在被带走之前遭到数名警察的殴打。另一名记者在卑谬被捕前被橡皮子弹打伤。
3月1日，保護記者委員會根据从2月9日到3月1日文件和政治犯援助协会共享数据统计，缅甸军政府安全部队逮捕了至少18名记者。CPJ东南亚高级代表肖恩·克里斯平（Shawn Crispin）表示：「缅甸当局必须释放所有被关押的记者，并停止威胁和骚扰仅从事报道反政变街头抗议活动的记者。」「缅甸绝不能回到过去被军事统治者将记者关押起来以扼杀和审查新闻报道的黑暗时代。」 根据AAPP的数据，缅甸当局已经释放至少13名其他新闻界的成员，但指出，至少有两个记者正面临可处以最高两年徒刑的刑事指控。3月2日，缅甸当局又逮捕了四名记者，其中一名记者直播了警方对他公寓的突袭行动，直到他被拘留为止。保护记者委员会敦促缅甸当局必须释放所有因报道该国反政变抗议而被捕的记者，并撤销针对他们的任何指控。自2月1日至3月10日，至少有35名记者被捕，其中19名已获释。截止至5月3日，缅甸已有48名记者遭到拘留。

### 拉拢反对党
军政府向反对党表示欢迎。2021年2月2日，军政府组建临时管治机构缅甸国家管理委员会。委员会成员包括多位文官政治人物，包括前克伦民族联盟成员曼宁芒、全国民主联盟派别国家民主力量联合创始人丁恩和钦孟瑞。2021年2月3日，五名文官成员加入委员会，包括若开民族党副主席艾努森。2月6日，孟团结党宣布接受军事邀请加入委员会。

### 散播假新闻
互联网中断助推假消息的传播，期间广为流传的谣言包括昂山素季获释、全国民主联盟高级官员去世、敏昂莱倒台。军方掌控的妙瓦底电视台播出昂山素季获释的谣言时，缅甸街头有民众放焰火庆祝。

### 戒严
2月8日，当局无预警在多座城市实施戒严。根据戒严令，每晚8点至凌晨4点定为宵禁时间、禁止5人以上的集会、公共演说、集会和抗议。实施范围包括曼德勒的7座城镇及伊洛瓦底省的1座城镇。戒严令预计将拓展到爆发大规模示威的实皆省的仰光、瑞波、蒙育瓦、实皆和吉灵，以及克耶邦的勃固和法松。抗議活動期間，缅甸全国已有30座城市的90个城镇实施過戒严，包括仰光所有城镇。

### 暂停保护基本权利
2月14日，军政府宣布暂停按缅甸宪法所规定保护公民安全和隐私，直到紧急状态解除。这条刚通过的法令，赋予总司令临时限制或终止公民基本权利的权限，可以在没有法庭逮捕令的情况下逮捕或搜查公民，在没有法庭批准的情况下拘禁公民。同时国家管理委员会颁布第3/2021号法令，要求所有居民向所在乡镇或区管理人员，登记家中除家庭正式成员外的留宿客人。这条军政府时期的法令曾在全国民主联盟政府时期废除。

### 亲军方示威
政变前夕，亲军方示威者开始举行集会，尝试推翻2020年大选结果。女性和平网络的娃娃努表示亲军方示威者暴力袭击亲民主示威者。12月30日，约400名亲军方示威者和民族主义者在仰光市政厅前示威。1月14日，约1000名示威者在曼德勒標貝鎮區集会，干预大选结果，挥舞印有军队徽章的旗帜。
1月28日，仰光的亲军方示威者煽动暴力，向警车投掷砖块。然而示威者未被逮捕，而是被10辆毫无表示的车辆转移出现场。1月30日晚上，约500名亲军方示威者在仰光大金寺附近暴动。2月2日，政变隔日，亲军方示威者和缅甸民族主义者在仰光集会。2月8日，亲军方示威者在苏雷佛塔集会。
2月9日，一群亲军方闹事者乘坐15辆无标识车辆前往仰光一个抗议现场闹事，煽动暴力行动。闹事者挥舞大木棍，或是与普通的亲民主示威者打扮得一样。

### 使用武力
2月8日，警方使用橡胶子弹、实弹、水炮和催泪弹驱散参与大规模集会的示威者。军方领导人敏昂莱在全国各地示威者启动罢工行动前，就下令镇压示威行动。2月9日，内比都两名受子弹重伤的示威者被送往医院。19岁女性马觉觉开被警方实弹射中头部，脑部死亡，需要机器维持生命，2月19日最终去世，成为抗议活动首位死亡的示威者。示威者受伤的报道促使联合国发表声明，谴责当局使用过度武力。仰光出动军方支持防暴警察镇压。
2月20日，警方联合军方动用武力镇压曼德勒的示威活动，再造成2人死亡，至少20多人受伤。死伤者为马哈昂梅区居民，负责保护参与当地警方发起公民抗命运动的政府造船厂工人。除发射实弹外，军警还向平民投掷石头，射水炮，殴打对方。尽管遭到国际社会，军政府仍扬言继续向示威者动用致命武力，指他们“煽动人们走向对抗的道路”。然而，大批民众不顾当局威吓，继续于2月22日集会，部分人表示最近的伤亡事件让他们决心继续抗议。
2月28日，警方在各地示威现场开枪，至少18人死亡，数十人受伤。
3月4日，19歲华裔少女邓家希在和平示威時，頭部中實彈死亡。
3月7日，蒲甘的警察向示威者开火，造成至少5人受伤。
3月14日，全国多地共计至少54人死亡，1名警察受伤。
3月27日，緬甸民眾於建軍節在仰光和曼德勒多個城市上街示威，軍隊武力鎮壓，造成至少114人死亡，遇難者包括兒童。共有十二個國家的國防部長發表聯合聲明譴責緬甸軍政府武力鎮壓示威者，法國外交部對此嚴厲譴責，聯合國秘書長古特雷斯呼籲國際社會強硬回應緬甸軍政府的行為。4月10日，緬甸安全部队杀死超过80名反政变示威者。
5月2日，緬甸民眾再發動大規模的示威遊行，軍方向示威者開槍鎮壓示威，造成最少5人身亡，全國多處亦發生爆炸。
2023年4月11日，缅甸中部实皆省甘勃卢镇帕辛基村被政府军空袭，村庄中大部分建筑被毁。联合国人权事务高级专员蒂尔克也发表声明称，对有关此次空袭的报道感到“震惊”。他指出，“当时在甘勃卢镇帕辛基村的集会厅里，据称有学童正在表演舞蹈，还有其他平民前来参加开幕仪式，这些人都成为了受害者。

### 军方出动
2月14日，军方在仰光、实兑和密支那等地方首府部署装甲车，派遣军人协助警察维持街头秩序。
3月7日，缅甸国营媒体及人权组织确认军方占领公立医院、大学及庙宇，包括仰光总医院和甘地医院。
4月28日，缅甸军方和国家管理委员会发言人佐敏吞日前接受新华社记者专访时说，相信缅甸问题能够通过“东盟方式”解决。

### 政府判處民運人士
2022年7月，四名民主活動人士被緬甸軍執行死刑。四名被處決人士當中包括民運人士覺敏友（Kyaw Min Yu）以及議員漂澤亞桑（Phyo Zeya Thaw），他們被控「反恐罪」。

## 国际反应

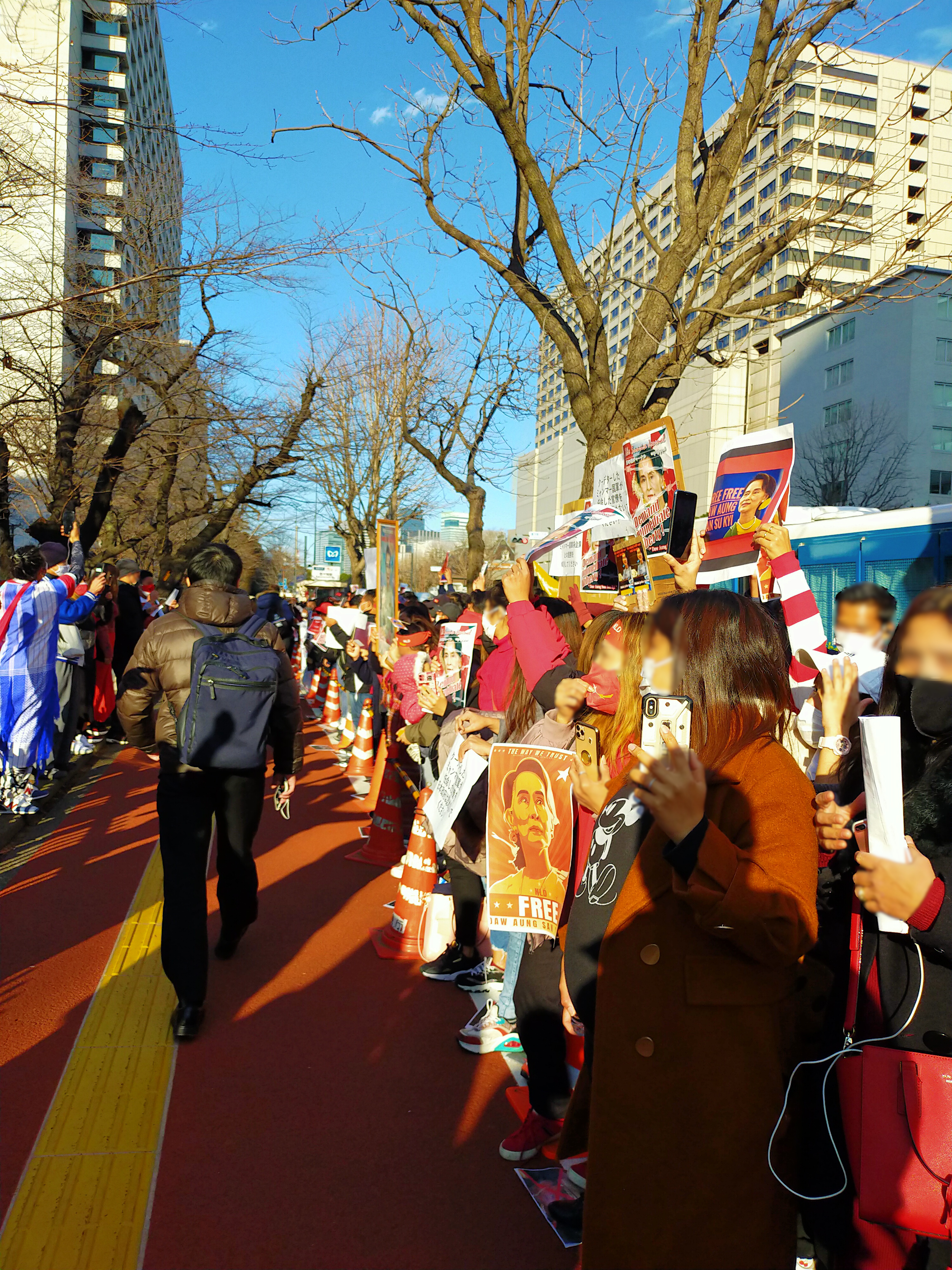
2021年2月3日，约3000名示威者聚集在日本东京

2月1日，日本内阁官房长官加藤勝信在记者会上对示威活动表示支持。2月7日，教宗方济各发表讲话，敦促当局执政时考虑共同利益，维护社会正义和国家稳定，同时声援缅甸人民。2月10日，美国总统乔·拜登就缅甸的示威活动发表讲话，表示“到后来，随着示威活动不断蔓延，暴力镇压捍卫民主权利的民众是不可接受的。我们会继续发声。缅甸人民也在努力发声。全世界都在关注。”
2月14日，联合国秘书长安东尼奥·古特雷斯针对缅甸局势发表声明，表达强烈关切，强调“主要城市动武的迹象越来越严重，还出现了装甲车”。他敦促缅甸军方和警方尊重和平集会权利，确保不清算示威者，又指安全部隊使用暴力、恐吓和骚扰手段是“不可接受的”。2月16日，新加坡外交部长维文在议会演说中提到缅甸的暴力冲突，敦促当局保持“高度克制”。英国首相鲍里斯·约翰逊在推特发文谴责政变，表示“我们和缅甸人们站在一起，会确保发动政变的人付上应有的代价”。2月21日，Facebook宣布封杀军方的公开主页，指“军方违反了（社群）禁止煽动暴力的原则”。2月25日，Facebook和Instagram联手封锁一切和缅甸国防军有关的媒体帐号。
3月11日，聯合國安理會首次表態，發出聲明「強烈譴責使用暴力對付包括婦女、年輕人、孩童在內的和平抗議者」、「深度關切被限制的醫護、公民社會、工會成員、記者和媒體工作者，要求立即釋放國務資政昂山素季和總統温敏等被任意拘留者」、「安理會要求緬甸軍方極度克制，同時強調，安理會正密切關注局勢」。但聲明中未用「政變」一詞，也未提及可能的制裁。
3月27日，缅甸军方对示威者进行暴力鎮压导致114人死亡后，大赦国际发表声明批评国际社会的无所作为导致缅甸超过5千万人被扣为人质的国家，遭到任意逮捕和全面监视，生活在害怕死亡和酷刑的境地。尤其是中国和俄罗斯，是一次又一次地保护缅甸军政府免于追究责任的国家，为他们提供了展开大规模军事行动的屠宰手段，联合国安理会成员国继续拒绝对这种永无止境的恐怖采取有意义的行动是可鄙的。呼吁联合国安理会对缅甸实施全面的全球武器禁运，并将缅甸局势提交国际刑事法院处理。28日，来自澳大利亚、加拿大、丹麦、德国、希腊、意大利、日本、荷兰、新西兰、韩国、英国和美国的12位国防部长签署联合声明，谴责缅甸武装部队对未武装的人员使用致命武力。2022年2月22日，联合国缅甸人权调查员提交报告揭露，尽管俄罗斯、中国和塞尔维亚确定缅甸军队会利用武器来攻击和杀害平民百姓，但依然继续为缅甸军政权提供武器，违反了国际法。